# Die Passion der Jungfrau von Orléans
Die Passion der Jungfrau von Orléans (deutscher Titel auch Der Prozeß der Johanna von Orleans) ist ein Historienfilm aus dem Jahre 1928. Er behandelt die letzten Stunden der Jeanne d’Arc, eines 1431 hingerichteten Bauernmädchens. Regie führte Carl Theodor Dreyer, die Titelrolle spielte Renée Falconetti, die unter dem Namen Maria Falconetti geführt wurde. Der Stummfilm wird als Meilenstein der Filmgeschichte gesehen. Bei der renommierten Kritikerumfrage des Sight-&-Sound-Magazins nach dem „besten Film aller Zeiten“ wurde er 2012 auf Platz 9 gewählt.

## Handlung
Der Film zeigt zu Beginn die Akten des Prozesses gegen Johanna, wie sie im Archiv überliefert sind, und behauptet mit diesem Verweis auf eine angeblich genaue Wiedergabe der Geschehnisse seine eigene historische Verbürgtheit. Danach setzt der Film unvermittelt mit dem Beginn der Gerichtsverhandlung ein.
Johanna behauptet, ihre Mission habe sie vom Erzengel Michael, der ihr erschienen sei. Das Ziel sei die Befreiung Frankreichs. Sie weigert sich, die Erscheinung als Trugbild des Teufels zu deuten und ein entsprechendes Geständnis zu unterschreiben. Das Zeigen der Folterwerkzeuge beantwortet sie mit der Aussage, etwaige Geständnisse würde sie später widerrufen. Da sie in Ohnmacht fällt, bleibt ihr die Folter erspart.
Sie wird ein erstes Mal auf den Scheiterhaufen gebracht und unterschreibt schließlich das Geständnis (bzw. der Richter führt mit ihrer stillen Genehmigung ihre Hand). So wird sie zu lebenslangem Kerker begnadigt, was dem englischen Hauptmann offensichtlich missfällt. Vor der Einkerkerung aber bereut sie das Geständnis und lässt die Richter rufen, um es zurückzunehmen. Daher wird Johanna am Ende doch noch auf dem Scheiterhaufen verbrannt. Englische Soldaten schlagen einen Volksaufstand nieder, nachdem ein alter Mann gerufen hatte, es werde eine Heilige verbrannt.
Bereits bei der Befragung durch die Richter am Anfang der Handlung hält einer der Anwesenden Johanna für eine Heilige und wirft sich ihr zu Füßen, woraufhin er entfernt wird. Einige weitere Geistliche sympathisieren mit ihr und wünschen sich den Großen Sieg (Frankreichs), aber es ist undeutlich, ob sie an Johannas göttlichen Auftrag glauben. Als Johanna zum ersten Mal auf dem Scheiterhaufen steht, ermuntern sie sie zum Geständnis, als Johanna selbst noch ihrer Mission treu bleiben will.
Johanna ist fromm und sehnt sich nach den Sakramenten; die Richter wollen sie sogar mit Messe und Kommunion erpressen, damit sie gestehe. Ihr Leiden wird teilweise der Passion Jesu Christi nachempfunden, so wird sie von groben Gesellen verspottet und erhält sogar eine geflochtene Krone.

## Ton und Musik
Der Film sollte ursprünglich mit Ton gedreht werden, doch dazu fehlten die finanziellen Mittel. Der Stummfilm hatte, entsprechend der Absicht des Regisseurs, keine Originalmusik. Der Film wurde 1989 während des Europa Jazz Festival du Mans aufgeführt, begleitet von der Jazzformation Un drame musical instantané (Jean-Jacques Birgé, Bernard Vitet, Francis Gorgé). Es entstanden außerdem mehrere Musiken für den Film, so von Ole Schmid (1982), Jo van den Booren (1985), Richard Einhorn (1995, Oratorium „Voices of light“), Peter Kiefer (2000) mit einer Aufführung in der Kathedrale unserer lieben Frau in Luxemburg, Jesper Kyd (2007) und In the Nursery (2008) und während der Sendung dieses Filmes im Rahmen eines Themenabends auf ARTE zum Thema Jean d’Arc live zum Film improvisiert auf einem Erard-Flügel von Gottfried Böttger, initiiert vom NDR. Die Gaumont-Restauration des Films von 2015 wird von Orgelmusik von Karol Mossakowski (2016) begleitet.

## Rezeption und späteres Schicksal des Filmes
Die französische Fassung musste bei ihrer Veröffentlichung auf Betreiben der Kirche um 15 Minuten gekürzt werden. Im Gegensatz dazu wurde der Film 1995 in die Filmliste des Vatikans aufgenommen, die insgesamt 45 Filme umfasst, die aus Sicht des Heiligen Stuhls besonders empfehlenswert sind.
In Großbritannien wurde der Film verboten, da die englischen Soldaten sehr negativ dargestellt werden.
Die unzensierte Originalfassung war in den Ufa-Studios in Berlin gelagert und verbrannte dort im Dezember 1928. Dreyer schuf danach aus Reststücken eine neue Version, die dem Original recht ähnlich gewesen sein soll, aber auch diese Version fiel 1929 einem Brand zum Opfer. 1951 wurde bei Gaumont eine Kopie dieser zweiten Fassung entdeckt. 1981 wurde dann in einer Nervenheilanstalt nahe der norwegischen Hauptstadt Oslo eine dänische Version (d. h. mit dänischen Zwischentiteln) der ersten unzensierten Filmfassung gefunden, die gut erhalten war und restauriert werden konnte. Die Uraufführung dieser restaurierten Fassung fand am 27. Juni 1996 in Mainz (Version mit deutschen Zwischentiteln) statt. Dabei wurde die Jeanne d’Arc Suite des niederländischen Komponisten Jo van den Booren gespielt.
Die Passion der Jungfrau von Orléans ist einer von drei Dreyer-Filmen, die es 2020 wieder in die Top 100 der 1.000 besten Filme auf der Website They Shoot Pictures, Don't They? geschafft haben. Für den online verfügbaren Katalog der 1.000 besten Filme wurden über 9.000 Listen mit Filmkritiken ausgewertet. Der Film belegt dort Platz 17, während Das Wort Platz 32 erreichte und Gertrud Platz 89.